# 世界宗教者平和会議
世界宗教者平和会議（せかいしゅうきょうしゃへいわかいぎ、英語: Religions for Peace）は、1970年に設立され「諸宗教間の対話と相互理解から生まれる英知を結集し、平和のための宗教協力を行う」（行動目的）非政府組織（NGO）である。略称は、WCRP（World Religions for Peaceの略) 、RfPなどと表記される。日本語では、直訳は「平和のための宗教」である。
1973年5月、国際連合経済社会理事会より非政府組織カテゴリーⅡの資格を認定された。1995年7月、同カテゴリーⅠに昇格。また、ここから派生し、1976年11月、シンガポールで、第1回アジア宗教者平和会議が、開催された。

## 設立の経緯
1969年2月、トルコのイスタンブールで行われた国際宗教者会議で、第1回会議の開催地を日本にすることが決定した。

## 歴代会議

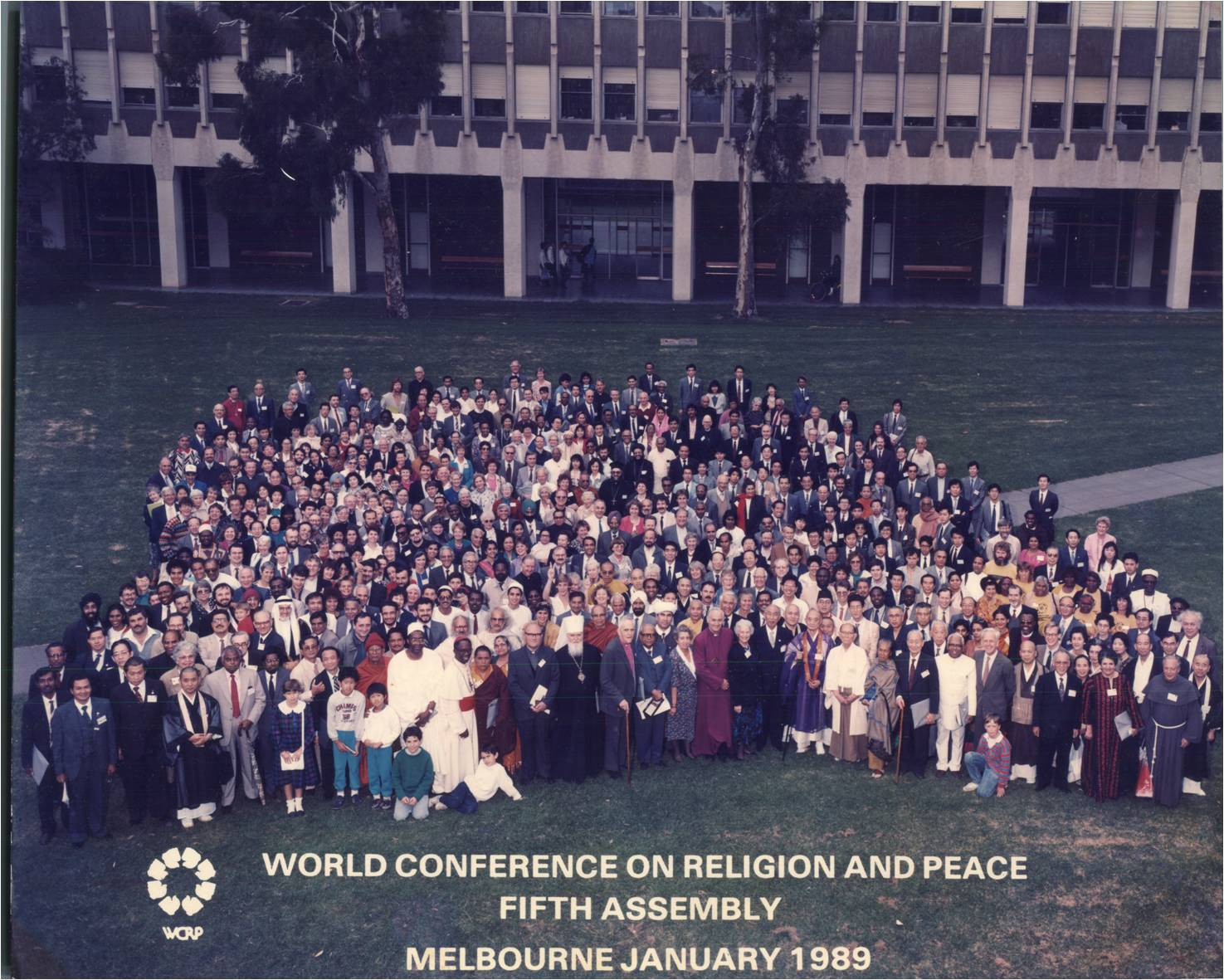
第5回世界宗教者平和会議、メルボルン、1989年1月8日

- 1970年10月 第1回世界大会（WCRP1） 日本・京都、テーマは「進歩と調和」[3]
- 1974年8月 第2回世界大会（WCRP2） ベルギー・ルーヴェン、テーマは「宗教と人間生活の質」[3]
- 1979年8月 第3回世界大会（WCRP3） アメリカ合衆国・プリンストン 、テーマは「世界共同体を志向する宗教」[3]
- 1984年8月 第4回世界大会（WCRP4） ケニア・ナイロビ[3]
- 1989年1月 第5回世界大会（WCRP5） オーストラリア・メルボルン[3]
- 1994年11月 第6回世界大会（WCRP6）  イタリア・ローマ、リーヴァ・デル・ガルダ[3]
- 1999年11月 第7回世界大会（WCRP7）  ヨルダン・アンマン[3]
- 2006年8月 第8回世界大会（WCRP8）  日本・京都[3]
- 2013年11月 第9回世界大会（WCRP9）  オーストリア・ウィーン[3]
- 2019年8月 第10回世界大会（WCRP10）  ドイツ・リンダウ[3]